# Panagia Trypiti

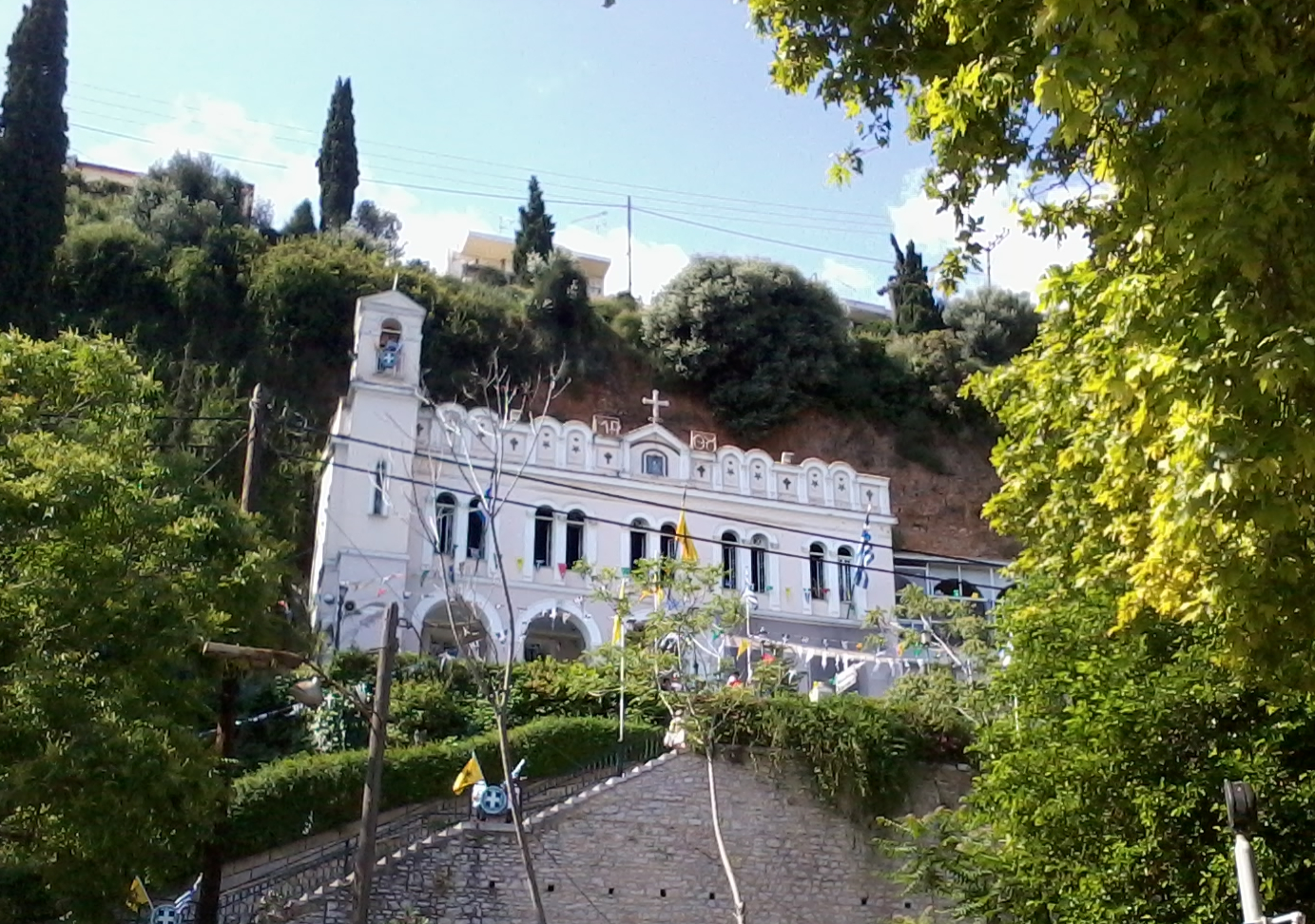
Facciata della Panagia Tripiti

Panagia Trypiti (in greco Παναγία Τρυπητή?) è un santuario, situato nella città di Aigio, dedicato alla Madonna, Fonte Vivificante (in greco Ζωοδόχος Πηγή). È considerato uno dei più importanti santuari ortodossi della Grecia. Il santuario, costruito nella roccia ad un'altitudine di 30 metri e raggiungibile attraverso una scalinata di 150 gradini, si affaccia sul mare. Grazie ai numerosi miracoli che la Vergine Madre ha realizzato, il santuario è divenuto famoso a livello nazionale. Migliaia di fedeli, provenienti da tutta la Grecia, giungono a Aigio il primo venerdì successivo alla Pasqua per ottenere la grazia e la benedizione dalla Panagia. Il nome Tripiti deriva dalla parola greca Tripa (greco: Τρύπα) che in italiano significa "buco" in quanto la miracolosa icona della Madonna è stata ritrovata proprio in un buco all'interno della roccia. Nel nartece della chiesa (che si trova al piano terra) si trova una sorgente di acqua (in greco Αγίασμα) considerata miracolosa dai fedeli.

## Storia
La chiesa fu costruita nel luogo in cui venne scoperta l'icona della Panagia, alla metà del XVI secolo, da un viaggiatore che fece naufragio al largo delle coste del golfo di Corinto. Nel buio della notte, il naufrago vide da lontano una forte luce che brillava vicino alla riva. Questa luce gli infuse coraggio e determinazione. Quando giunse a terra e riuscì a raggiungere il luogo dal quale proveniva la luce, rimase stupito nel trovarsi di fronte ad un'icona della Madonna circondata dalla luce. Il naufrago si inginocchiò e pregò. Per gratitudine contribuì finanziariamente alla costruzione di una piccola cappella sul posto del ritrovamento. Il naufrago divenne poi il primo monaco e servo di Maria Vergine e visse per il resto della sua vita in un asceterion proprio dietro la chiesa. La prima chiesa doveva essere costruita accanto al luogo in cui venne trovata l'icona (a causa della morfologia della roccia) ma miracolosamente pochi giorni dopo l'inizio dei lavori di costruzione, si rese disponibile spazio sufficiente esattamente nel luogo del ritrovamento dell'icona. Questa chiesa nella roccia è ad oggi il cuore del santuario, che più tardi, nel XIX secolo, è stato ampliato e ha preso la forma che ha oggi.